# Pedro Riera
Pedro Riera   (Barcelona, 1 de desembre de 1965) és escriptor i guionista de còmic. Llicenciat en ciències de la informació per la Universitat Autònoma de Barcelona, va treballar durant tretze anys a la televisió, al cinema i a la publicitat, principalment en les àrees de producció i de realització. L'any 2000, després d'una estada de dos anys vivint a Bòsnia, decideix abandonar la seva professió fins aleshores per tal de fer d'escriptor. El 2007 passa a centrar-se en la novel·la infantil i juvenil. La seva primera incursió en el món del còmic, El coche de Intisar, té lloc després de viure un any al Iemen.

## Obra

### Novel·la
- Heridas de guerra (Verbigracia, 2004)
- Un alto en el campo de los mirlos (Verbigracia, 2005)[1]
- La llegenda del bosc sense nom (Alfaguara, 2007)
- La criatura del bosque (EDEBÉ, 2009)
- Home Llop. 1: El furtiu (EDEBÉ, 2011)
- Home Llop. 2: Els Bersekir (EDEBÉ, 2012)
- Home Llop. 3: La fúria (EDEBÉ, 2012)
- La tomba d'Aurora K. (EDEBÉ, 2014)
- Cara de otro (Anaya, 2015)[2]
- El ladrón de croquetas (Anaya, 2016)[3]

### Còmic
- El coche de Intisar (Glénat, 2011), amb il·lustracions de Nacho Casanova.[4][5]
- Intisar en exil (Delcourt, 2018), amb il·lustracions de Sagar.

## Premis i reconeixements

### Novel·la
- Premi CCEI 2008 per La llegenda del bosc sense nom.
- Premi El Templo de las Mil Puertas 2010 per La criatura del bosque.
- Premi Edebé de Literatura Juvenil 2014 per La tomba d'Aurora K.
- Premi El Templo de las Mil Puertas 2015 per La tomba d'Aurora K.
- Premi de Literatura Infantil Ciudad de Málaga 2015 per Cara de otro.

### Còmic
- Premi France Info 2013 per El coche de Intisar.[6]
- Premi dels lectors del IV Saló del Còmic Social de Santa Coloma 2013 per El coche de Intisar.